# گورشون
گورشون، روستایی از توابع بخش پیشین شهرستان سرباز در استان سیستان و بلوچستان ایران است.

## جمعیت
این روستا در دهستان پیشین قرار دارد و براساس سرشماری مرکز آمار ایران در سال ۱۳۸۵، جمعیت آن ۳۱۲ نفر (۵۷خانوار) بوده‌است.